# Maria Nikolajevna van Rusland (1899-1918)
Maria Nikolajevna Romanova (Russisch: Мария Николаевна Романова) (Peterhof, 26 juni 1899 — Jekaterinenburg, 17 juli 1918), grootvorstin van Rusland, was de derde dochter van tsaar Nicolaas II van Rusland en tsarina Alexandra Fjodorovna. Maria stierf op 19-jarige leeftijd in Jekaterinenburg door het executiecommando van de bolsjewieken. Ze werd vermoord samen met haar ouders, haar zussen (Olga, Tatjana en Anastasia), haar broer (Aleksej) en enkele kamerhulpen van de familie. Haar oom Michaël werd vlak voor hen vermoord om de reactie van Nicolaas' neef, koning George V te peilen. Deze reageerde echter niet, hetgeen leidde tot de moord op de Romanovs.

## Geboorte
De tsaar en tsarina hadden achtereenvolgens twee dochters (Olga in 1895 en Tatjana in 1897) gekregen: een erfgenaam was dus nog niet geboren. Hierdoor was Nicolaas’ jongere broer George nog altijd de wettige troonopvolger. Deze stierf echter in 1899, toen Alexandra voor de derde keer zwanger was. De titel ‘tsarevitsj’ ging hierdoor over op Nicolaas’ jongste broer Michael, al hoopte men dat het ongeboren kind snel de titel van hem zou over kunnen nemen. De laatste maanden van de zwangerschap werd Alexandra erg ziek en men vreesde zelfs voor het leven van moeder en kind. Het was dan ook een grote opluchting, toen het met beide na de bevalling op 14 juni 1899 goed bleek te gaan. Er was alleen geen nieuwe erfgenaam geboren, maar een dochter: Maria. Na Maria werd er nóg een dochter geboren: Anastasia (1901).

## Opvoeding

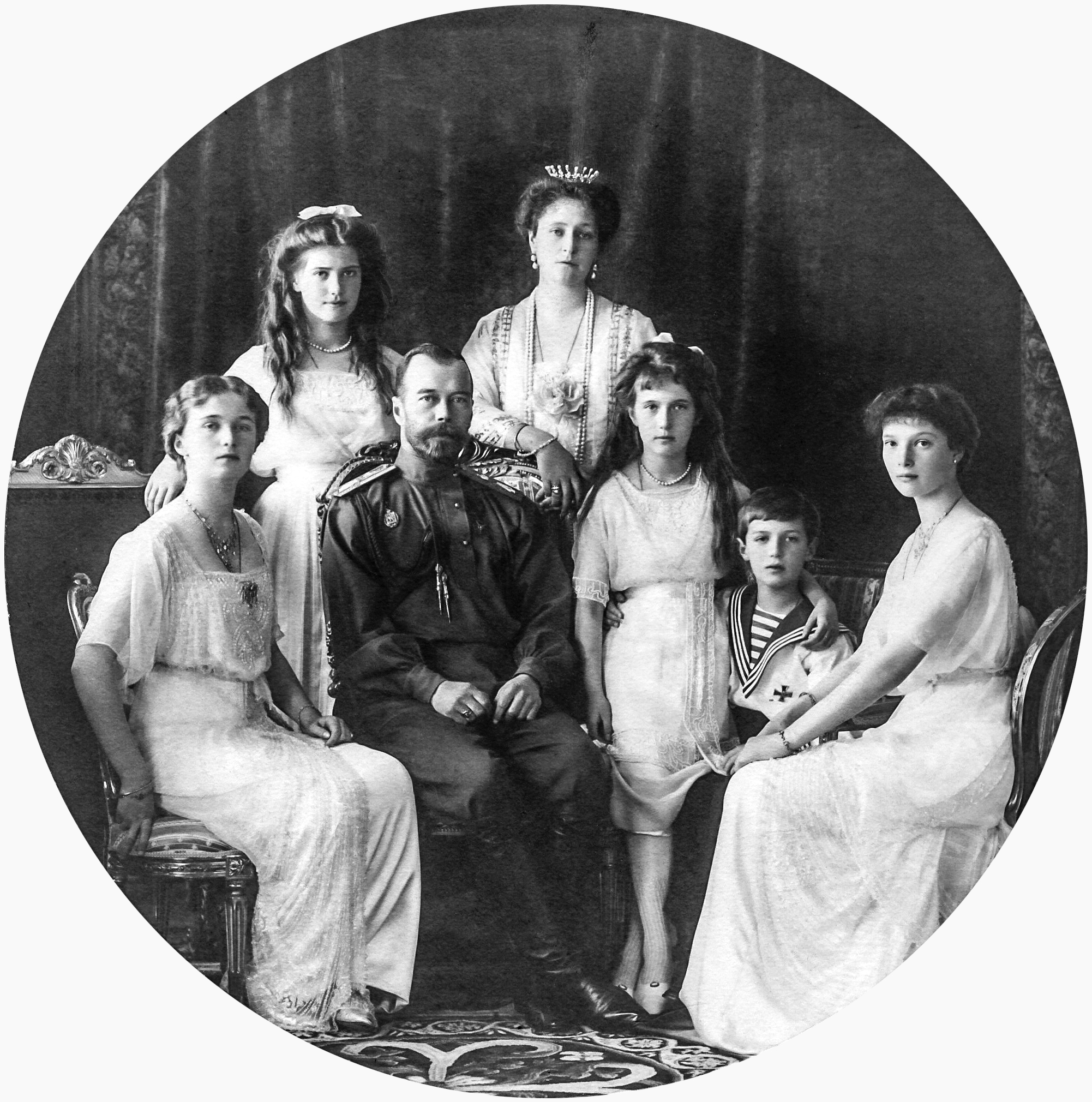
Van links naar rechts: Olga, Maria, Nicolaas, Alexandra, Anastasia, Alexej en Tatjana

Nicolaas en Alexandra wilden hun kinderen zelf opvoeden, in tegenstelling tot vele andere Europese vorsten. Maria groeide op in een hecht en gelukkig gezin en trok veel op met haar zussen. Olga en Tatjana deelden samen een slaapkamer terwijl Maria er een deelde met haar zusje Anastasia. Maria en haar zussen werden door gouvernantes en leraren klaargemaakt voor hun toekomstige rollen als vertegenwoordigers voor hun vader en hun land; ze kregen bijvoorbeeld verschillende soorten lessen, variërend van etiquettelessen tot piano- en taallessen. Vanwege de Duitse en Engelse achtergrond van hun moeder beheersten de grootvorstinnen veel talen; van Duits en Russisch tot Engels en Frans. De meisjes werd ook op het hart gedrukt zich als een dame te gedragen, zodat ze later een goede positie op de koninklijke Europese huwelijksmarkt zouden hebben. Alexandra had altijd gevreesd voor Maria’s toekomstige huwelijkskeuzes, omdat zij altijd erg mollig was geweest in haar vroege jeugd. De tsarina was dan ook opgelucht toen Maria haar babyvet in de puberteit verloor. Maria bloeide op tot een grote schoonheid, die vooral bekendstond om haar mooie blauwe ogen. Ze werd vaak als de mooiste van de vier grootvorstinnen beschouwd, maar ook als de minst elegante van hen. Al op jonge leeftijd werd er dan ook al gesproken over huwelijkspartners voor de mooie Maria. Maria’s neef, Louis Mountbatten, hoopte stiekem om ooit met haar te gaan trouwen.

## Tijd van onrust
Door de uitbraak van de Russisch-Japanse Oorlog en de politieke gevolgen ervan ontstond er onrust in Rusland. De tsaar was dan ook blij dat hij het volk en de elite op 12 augustus 1904 eindelijk een troonopvolger kon presenteren: Aleksej. De vreugde was echter voor korte duur, al snel werd duidelijk dat Aleksej leed aan de erfelijke en in die tijd dodelijke bloederziekte hemofilie. Alexandra riep de hulp in van de gebedsgenezer Grigori Raspoetin. Omdat het volk niet op de hoogte werd gesteld van Aleksejs ziekte, vond men de relatie tussen de tsarina en Raspoetin erg vreemd en kreeg Alexandra een slechte reputatie.

## Eerste Wereldoorlog

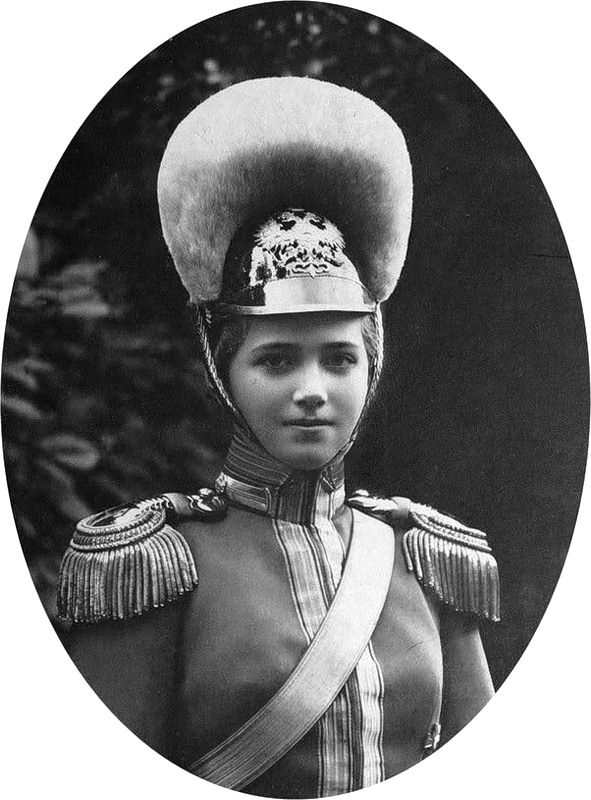
Grootvorstin Maria in het uniform van de dragonders

In 1914 brak de Eerste Wereldoorlog uit, waarbij ook Rusland betrokken raakte. Om een bijdrage te kunnen leveren, volgden tsarina Alexandra en haar twee oudste dochters Olga en Tatjana een spoedcursus tot verpleegsters. Maria en Anastasia werden echter te jong geacht om verpleegster te worden, maar mochten wel regelmatig kijken bij operaties. Maria en Anastasia hadden hun eigen ziekenhuis in de buurt van Sint-Petersburg, waar ze vaak te vinden waren om gesprekken te voeren en spelletjes te spelen met de gewonde soldaten.
In eind 1914 kreeg de 15-jarige Maria een bloeding tijdens operatie om haar amandelen te verwijderen. De chirurgen waren zo geschrokken van overloop van bloed dat op een punt de tsarina had bevolen om verder te gaan met de operatie om het af te maken. Volgens de zus van Nicolaas, Olga Aleksandra van Rusland, bloedden de dochters meer dan normaal. Dragers van hemofilie kunnen symptomen vertonen en problemen hebben met bloedingen, zoals bij een geboorte of bij een operatie. Uit een onderzoek is gekomen dat één van de dochters het gen van hemofilie had. Welke dochter het was, is niet helemaal duidelijk. Volgens de Russische onderzoekers is het Anastasia en volgens de Amerikaanse onderzoekers is het Maria.
In 1916 bereikte de grootvorstinnen en de tsarina het schokkende nieuws dat Raspoetin vermoord was, en nog wel door prins Felix Joesoepov en grootvorst Dimitri Pavlovitsj, hun eigen familie. Alexandra en haar dochters zonderden zich enkele dagen af om te rouwen, maar gingen daarna weer aan het werk in de ziekenhuizen waar iedere hulp hard nodig was. Niet lang daarna kwamen Olga en Aleksej in contact met een jonge soldaat die, zo bleek later, de mazelen had. Olga en Aleksej waren de eerste zieken, maar al snel volgden Maria, Tatjana en Anastasia. Terwijl ze aan het herstellen waren, brak de Russische Revolutie uit.

## Revolutie
De oorlog zorgde voor veel onrust in Rusland. Toen het Russische leger werd gemobiliseerd, waren veel burgers voor de Russische deelname aan de Eerste Wereldoorlog. Maar het leger behaalde weinig successen en in 1917 waren er ruim zes miljoen Russische soldaten om het leven gekomen. Ook met de economie ging het slecht; er waren grote tekorten aan onder andere voedsel en brandstof. Tot grote onvrede onder de arme burgers ging het voedsel dat er was, naar het leger en werd de schaarste onder het volk groter. Daardoor ontstonden voedselrellen en opstanden, die gewelddadig werden onderdrukt door het leger van de tsaar. Honderden mensen kwamen hierbij om het leven of raakten gewond. Dit zorgde alleen voor meer onvrede en in 1917 sloegen de voedselrellen om in politieke opstanden. Het Russische volk projecteerde zijn haat op de tsaar en zijn familie: de tsaar had immers zijn garde op zijn eigen burgers afgestuurd. Dit was enkel een directe aanleiding, waar het volk al lang op had gewacht: de tsarenfamilie was al langer impopulair, onder andere vanwege de Duitse afkomst van tsarina Alexandra en haar band met de vermoorde Raspoetin.

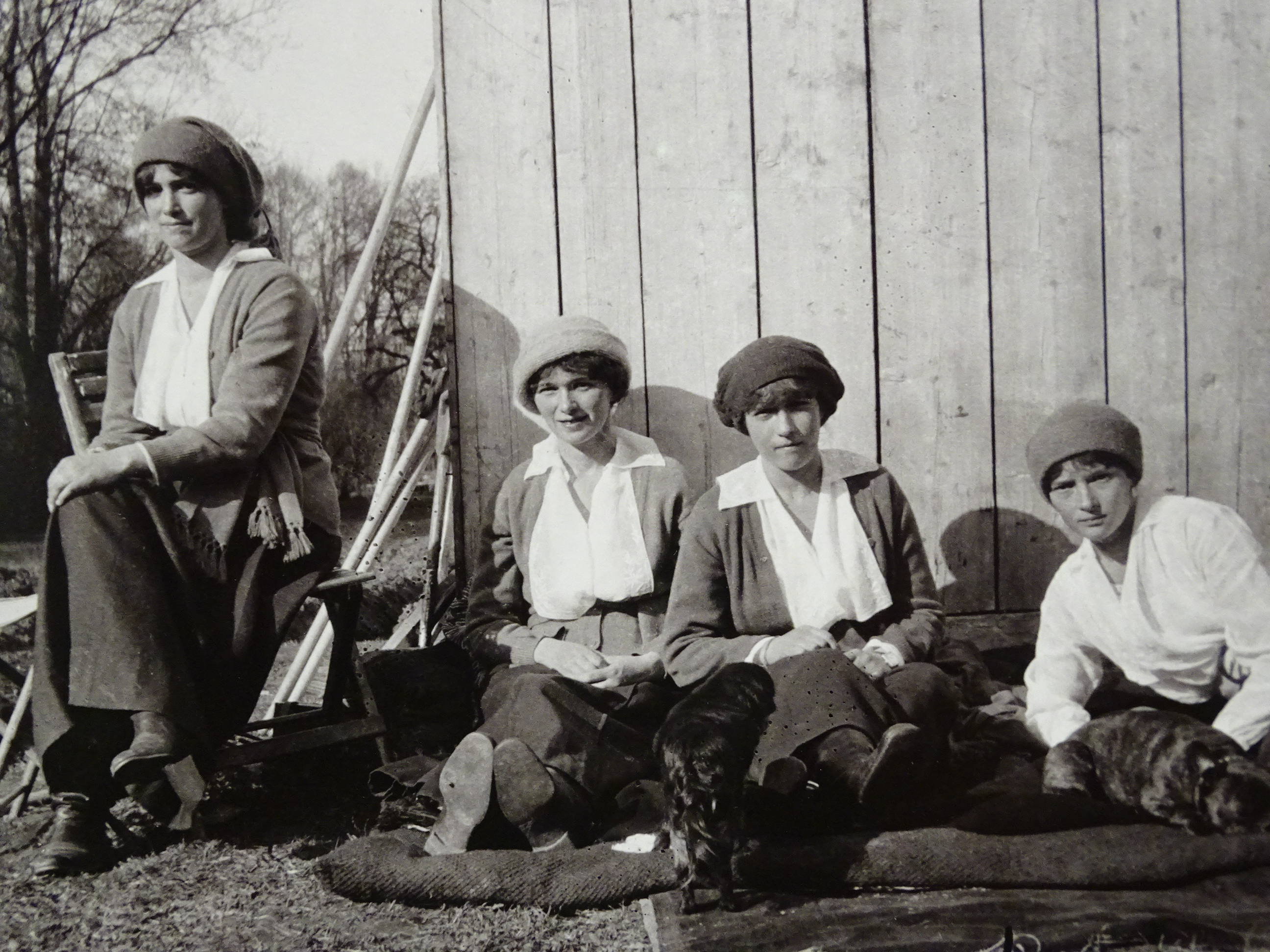
Maria, Olga, Anastasia, en Tatjana onder 'huisarrest' in Tsarskoje Selo, najaar 1917

Op 24 februari 1917 begon in Moskou een spontane volksopstand, die het begin was van de Februarirevolutie, de eerste fase van de Russische Revolutie. Hoewel de tsaristische garde tot dan toe elke opstand had neergeslagen, gebeurde dat deze keer niet. Integendeel, soldaten van de garde schoten hun eigen officieren neer en deden met de opstand mee. Een week later, op 2 maart, deed Nicolaas gedwongen afstand van de troon ten gunste van zijn broer Michaël. De nieuwe regering van Rusland nam Nicolaas, Alexandra en hun kinderen gevangen. Ze kregen in eerste instantie ‘huisarrest’ in hun paleis in Tsarskoje Selo, maar werden daarna overgebracht naar het kleine stadje Tobolsk in Siberië. Daar heeft het gezin erg lang gevangengezeten. Toen in november 1917 de bolsjewieken aan de macht kwamen, werd besloten dat de tsaar en zijn gezin weg moesten uit Tobolsk. Aleksej was echter ziek geworden, waardoor ze niet allemaal weg konden. Alexandra, Maria en enkele bedienden zouden de tsaar vergezellen, terwijl de andere grootvorstinnen met hun broertje en enkele andere bedienden achter zouden blijven.

## Executie
Nicolaas, Alexandra en Maria reisden in oncomfortabele koetsen door het ijskoude landschap van Siberië tot ze in het plaatsje Tjoemen op de trein werden gezet. Ze werden eerst naar Omsk gestuurd, maar de lokale autoriteiten lieten hen niet verdergaan, waardoor de trein gedwongen was terug te keren en via Jekaterinenburg naar Moskou te reizen. In Jekaterinenburg droeg hun begeleider hen echter over aan de lokale autoriteiten, waardoor ze in handen kwamen van de sovjets. Toen Aleksejs situatie enigszins verbeterd was, werden ook de anderen naar Jekaterinenburg gebracht. Daar volgde een korte tijd van gevangenschap, waarna Maria en haar familie in de nacht van 16 op 17 juli 1918 in de kelder van het Ipatjev-huis op bevel van commandant Jakov Joertovski werden geëxecuteerd.

## Onderzoek en mysterie
Na de moord werden de lijken onherkenbaar gemaakt en begraven. In het begin van de jaren negentig, na de val van de Sovjet-Unie, ging men aan de hand van een geheim rapport van Joertovski op zoek naar de lichamen. Slechts vijf lijken werden gevonden; de twee ontbrekende lichamen waren waarschijnlijk van een van de twee jongste dochters (Maria of Anastasia) en van Aleksej. De gevonden lichamen werden in 1998 bijgezet in de crypte van de keizerlijke familie in de Petrus-en-Pauluskathedraal in Sint-Petersburg, tachtig jaar na de executie. Op 14 augustus 2000 werden enkele leden van de Romanov-familie door de Russisch-Orthodoxe Kerk gecanoniseerd en tot strastoterpets verklaard. De Russisch-Orthodoxe Kerk in het Buitenland had dit in 1978 al gedaan. Haar feestdag is op 4 juli.
Toen men erachter kwam dat er twee lichamen ontbraken, kwam er een grote geruchtenstroom op gang; er werd gezegd dat Aleksej en een van zijn zussen nog leefden. Die geruchtenstroom bracht ook een groot aantal mensen met zich mee, die beweerden de Aleksej, Maria of Anastasia te zijn. De bekendste vrouw waarvan men dacht dat ze grootvorstin Maria was, was de Zuid-Afrikaanse Alina.

## De ontknoping
Op 24 augustus 2007 werd door de nieuwszender Euronews bekendgemaakt, dat zeer waarschijnlijk de stoffelijke resten van Maria en haar jongere broer Aleksej zijn gevonden. Eind april 2008 werd dit door Russische en Amerikaanse onderzoekers na DNA-tests bevestigd. Het verhaal over de ontsnapping van de kinderen kan daarmee definitief naar de prullenmand worden verwezen.

## Kwartierstaat
| Alexander II van Rusland (1818–1881) | Alexander II van Rusland (1818–1881) | Alexander II van Rusland (1818–1881) | Alexander II van Rusland (1818–1881) | Alexander II van Rusland (1818–1881)     | Alexander II van Rusland (1818–1881)     | Marie van Hessen-Darmstadt (1824-1880)   | Marie van Hessen-Darmstadt (1824-1880)   | Marie van Hessen-Darmstadt (1824-1880)   | Marie van Hessen-Darmstadt (1824-1880)   | Marie van Hessen-Darmstadt (1824-1880) | Marie van Hessen-Darmstadt (1824-1880) |                                     |                                     | Christiaan IX van Denemarken (1818-1906)    | Christiaan IX van Denemarken (1818-1906)    | Christiaan IX van Denemarken (1818-1906)    | Christiaan IX van Denemarken (1818-1906)    | Christiaan IX van Denemarken (1818-1906)    | Christiaan IX van Denemarken (1818-1906)    | Louise van Hessen-Kassel (1817-1898) | Louise van Hessen-Kassel (1817-1898) | Louise van Hessen-Kassel (1817-1898) | Louise van Hessen-Kassel (1817-1898) | Louise van Hessen-Kassel (1817-1898)      | Louise van Hessen-Kassel (1817-1898)      |                                           |                                           | Karel van Hessen-Darmstadt (1809-1877)    | Karel van Hessen-Darmstadt (1809-1877)    | Karel van Hessen-Darmstadt (1809-1877) | Karel van Hessen-Darmstadt (1809-1877) | Karel van Hessen-Darmstadt (1809-1877)       | Karel van Hessen-Darmstadt (1809-1877)       | Elisabeth van Pruisen (1815-1885)             | Elisabeth van Pruisen (1815-1885)             | Elisabeth van Pruisen (1815-1885)             | Elisabeth van Pruisen (1815-1885)             | Elisabeth van Pruisen (1815-1885)             | Elisabeth van Pruisen (1815-1885)             |                                       |                                       | Albert van Saksen-Coburg en Gotha (1819-1861) | Albert van Saksen-Coburg en Gotha (1819-1861) | Albert van Saksen-Coburg en Gotha (1819-1861) | Albert van Saksen-Coburg en Gotha (1819-1861) | Albert van Saksen-Coburg en Gotha (1819-1861) | Albert van Saksen-Coburg en Gotha (1819-1861) | Victoria van het Verenigd Koninkrijk (1819-1901) | Victoria van het Verenigd Koninkrijk (1819-1901) | Victoria van het Verenigd Koninkrijk (1819-1901) | Victoria van het Verenigd Koninkrijk (1819-1901) | Victoria van het Verenigd Koninkrijk (1819-1901) | Victoria van het Verenigd Koninkrijk (1819-1901) |  |  |  |  |  |  |  |  |  |  |  |  |  |  |  |  |  |  |  |  |  |  |  |  |  |  |  |  |  |  |  |  |  |  |  |  |  |  |  |  |  |  |  |  |  |  |  |  |
| Alexander II van Rusland (1818–1881) | Alexander II van Rusland (1818–1881) | Alexander II van Rusland (1818–1881) | Alexander II van Rusland (1818–1881) | Alexander II van Rusland (1818–1881)     | Alexander II van Rusland (1818–1881)     | Marie van Hessen-Darmstadt (1824-1880)   | Marie van Hessen-Darmstadt (1824-1880)   | Marie van Hessen-Darmstadt (1824-1880)   | Marie van Hessen-Darmstadt (1824-1880)   | Marie van Hessen-Darmstadt (1824-1880) | Marie van Hessen-Darmstadt (1824-1880) |                                     |                                     | Christiaan IX van Denemarken (1818-1906)    | Christiaan IX van Denemarken (1818-1906)    | Christiaan IX van Denemarken (1818-1906)    | Christiaan IX van Denemarken (1818-1906)    | Christiaan IX van Denemarken (1818-1906)    | Christiaan IX van Denemarken (1818-1906)    | Louise van Hessen-Kassel (1817-1898) | Louise van Hessen-Kassel (1817-1898) | Louise van Hessen-Kassel (1817-1898) | Louise van Hessen-Kassel (1817-1898) | Louise van Hessen-Kassel (1817-1898)      | Louise van Hessen-Kassel (1817-1898)      |                                           |                                           | Karel van Hessen-Darmstadt (1809-1877)    | Karel van Hessen-Darmstadt (1809-1877)    | Karel van Hessen-Darmstadt (1809-1877) | Karel van Hessen-Darmstadt (1809-1877) | Karel van Hessen-Darmstadt (1809-1877)       | Karel van Hessen-Darmstadt (1809-1877)       | Elisabeth van Pruisen (1815-1885)             | Elisabeth van Pruisen (1815-1885)             | Elisabeth van Pruisen (1815-1885)             | Elisabeth van Pruisen (1815-1885)             | Elisabeth van Pruisen (1815-1885)             | Elisabeth van Pruisen (1815-1885)             |                                       |                                       | Albert van Saksen-Coburg en Gotha (1819-1861) | Albert van Saksen-Coburg en Gotha (1819-1861) | Albert van Saksen-Coburg en Gotha (1819-1861) | Albert van Saksen-Coburg en Gotha (1819-1861) | Albert van Saksen-Coburg en Gotha (1819-1861) | Albert van Saksen-Coburg en Gotha (1819-1861) | Victoria van het Verenigd Koninkrijk (1819-1901) | Victoria van het Verenigd Koninkrijk (1819-1901) | Victoria van het Verenigd Koninkrijk (1819-1901) | Victoria van het Verenigd Koninkrijk (1819-1901) | Victoria van het Verenigd Koninkrijk (1819-1901) | Victoria van het Verenigd Koninkrijk (1819-1901) |  |  |  |  |  |  |  |  |  |  |  |  |  |  |  |  |  |  |  |  |  |  |  |  |  |  |  |  |  |  |  |  |  |  |  |  |  |  |  |  |  |  |  |  |  |  |  |  |
|                                      |                                      |                                      |                                      |                                          |                                          |                                          |                                          |                                          |                                          |                                        |                                        |                                     |                                     |                                             |                                             |                                             |                                             |                                             |                                             |                                      |                                      |                                      |                                      |                                           |                                           |                                           |                                           |                                           |                                           |                                        |                                        |                                              |                                              |                                               |                                               |                                               |                                               |                                               |                                               |                                       |                                       |                                               |                                               |                                               |                                               |                                               |                                               |                                                  |                                                  |                                                  |                                                  |                                                  |                                                  |  |  |  |  |  |  |  |  |  |  |  |  |  |  |  |  |  |  |  |  |  |  |  |  |  |  |  |  |  |  |  |  |  |  |  |  |  |  |  |  |  |  |  |  |  |  |  |  |
|                                      |                                      |                                      |                                      | Alexander III van Rusland (1845–1894)    | Alexander III van Rusland (1845–1894)    | Alexander III van Rusland (1845–1894)    | Alexander III van Rusland (1845–1894)    | Alexander III van Rusland (1845–1894)    | Alexander III van Rusland (1845–1894)    |                                        |                                        |                                     |                                     |                                             |                                             | Dagmar van Denemarken (1847-1928)           | Dagmar van Denemarken (1847-1928)           | Dagmar van Denemarken (1847-1928)           | Dagmar van Denemarken (1847-1928)           | Dagmar van Denemarken (1847-1928)    | Dagmar van Denemarken (1847-1928)    |                                      |                                      |                                           |                                           |                                           |                                           |                                           |                                           |                                        |                                        | Lodewijk IV van Hessen-Darmstadt (1837-1892) | Lodewijk IV van Hessen-Darmstadt (1837-1892) | Lodewijk IV van Hessen-Darmstadt (1837-1892)  | Lodewijk IV van Hessen-Darmstadt (1837-1892)  | Lodewijk IV van Hessen-Darmstadt (1837-1892)  | Lodewijk IV van Hessen-Darmstadt (1837-1892)  |                                               |                                               |                                       |                                       |                                               |                                               | Alice van Saksen-Coburg en Gotha (1843-1878)  | Alice van Saksen-Coburg en Gotha (1843-1878)  | Alice van Saksen-Coburg en Gotha (1843-1878)  | Alice van Saksen-Coburg en Gotha (1843-1878)  | Alice van Saksen-Coburg en Gotha (1843-1878)     | Alice van Saksen-Coburg en Gotha (1843-1878)     |                                                  |                                                  |                                                  |                                                  |  |  |  |  |  |  |  |  |  |  |  |  |  |  |  |  |  |  |  |  |  |  |  |  |  |  |  |  |  |  |  |  |  |  |  |  |  |  |  |  |  |  |  |  |  |  |  |  |
|                                      |                                      |                                      |                                      | Alexander III van Rusland (1845–1894)    | Alexander III van Rusland (1845–1894)    | Alexander III van Rusland (1845–1894)    | Alexander III van Rusland (1845–1894)    | Alexander III van Rusland (1845–1894)    | Alexander III van Rusland (1845–1894)    |                                        |                                        |                                     |                                     |                                             |                                             | Dagmar van Denemarken (1847-1928)           | Dagmar van Denemarken (1847-1928)           | Dagmar van Denemarken (1847-1928)           | Dagmar van Denemarken (1847-1928)           | Dagmar van Denemarken (1847-1928)    | Dagmar van Denemarken (1847-1928)    |                                      |                                      |                                           |                                           |                                           |                                           |                                           |                                           |                                        |                                        | Lodewijk IV van Hessen-Darmstadt (1837-1892) | Lodewijk IV van Hessen-Darmstadt (1837-1892) | Lodewijk IV van Hessen-Darmstadt (1837-1892)  | Lodewijk IV van Hessen-Darmstadt (1837-1892)  | Lodewijk IV van Hessen-Darmstadt (1837-1892)  | Lodewijk IV van Hessen-Darmstadt (1837-1892)  |                                               |                                               |                                       |                                       |                                               |                                               | Alice van Saksen-Coburg en Gotha (1843-1878)  | Alice van Saksen-Coburg en Gotha (1843-1878)  | Alice van Saksen-Coburg en Gotha (1843-1878)  | Alice van Saksen-Coburg en Gotha (1843-1878)  | Alice van Saksen-Coburg en Gotha (1843-1878)     | Alice van Saksen-Coburg en Gotha (1843-1878)     |                                                  |                                                  |                                                  |                                                  |  |  |  |  |  |  |  |  |  |  |  |  |  |  |  |  |  |  |  |  |  |  |  |  |  |  |  |  |  |  |  |  |  |  |  |  |  |  |  |  |  |  |  |  |  |  |  |  |
|                                      |                                      |                                      |                                      |                                          |                                          |                                          |                                          |                                          |                                          | Nicolaas II van Rusland (1868–1918)    | Nicolaas II van Rusland (1868–1918)    | Nicolaas II van Rusland (1868–1918) | Nicolaas II van Rusland (1868–1918) | Nicolaas II van Rusland (1868–1918)         | Nicolaas II van Rusland (1868–1918)         |                                             |                                             |                                             |                                             |                                      |                                      |                                      |                                      |                                           |                                           |                                           |                                           |                                           |                                           |                                        |                                        |                                              |                                              |                                               |                                               |                                               |                                               | Alix van Hessen-Darmstadt (1872-1918)         | Alix van Hessen-Darmstadt (1872-1918)         | Alix van Hessen-Darmstadt (1872-1918) | Alix van Hessen-Darmstadt (1872-1918) | Alix van Hessen-Darmstadt (1872-1918)         | Alix van Hessen-Darmstadt (1872-1918)         |                                               |                                               |                                               |                                               |                                                  |                                                  |                                                  |                                                  |                                                  |                                                  |  |  |  |  |  |  |  |  |  |  |  |  |  |  |  |  |  |  |  |  |  |  |  |  |  |  |  |  |  |  |  |  |  |  |  |  |  |  |  |  |  |  |  |  |  |  |  |  |
|                                      |                                      |                                      |                                      |                                          |                                          |                                          |                                          |                                          |                                          | Nicolaas II van Rusland (1868–1918)    | Nicolaas II van Rusland (1868–1918)    | Nicolaas II van Rusland (1868–1918) | Nicolaas II van Rusland (1868–1918) | Nicolaas II van Rusland (1868–1918)         | Nicolaas II van Rusland (1868–1918)         |                                             |                                             |                                             |                                             |                                      |                                      |                                      |                                      |                                           |                                           |                                           |                                           |                                           |                                           |                                        |                                        |                                              |                                              |                                               |                                               |                                               |                                               | Alix van Hessen-Darmstadt (1872-1918)         | Alix van Hessen-Darmstadt (1872-1918)         | Alix van Hessen-Darmstadt (1872-1918) | Alix van Hessen-Darmstadt (1872-1918) | Alix van Hessen-Darmstadt (1872-1918)         | Alix van Hessen-Darmstadt (1872-1918)         |                                               |                                               |                                               |                                               |                                                  |                                                  |                                                  |                                                  |                                                  |                                                  |  |  |  |  |  |  |  |  |  |  |  |  |  |  |  |  |  |  |  |  |  |  |  |  |  |  |  |  |  |  |  |  |  |  |  |  |  |  |  |  |  |  |  |  |  |  |  |  |
|                                      |                                      |                                      |                                      |                                          |                                          |                                          |                                          |                                          |                                          |                                        |                                        |                                     |                                     |                                             |                                             |                                             |                                             |                                             |                                             |                                      |                                      |                                      |                                      |                                           |                                           |                                           |                                           |                                           |                                           |                                        |                                        |                                              |                                              |                                               |                                               |                                               |                                               |                                               |                                               |                                       |                                       |                                               |                                               |                                               |                                               |                                               |                                               |                                                  |                                                  |                                                  |                                                  |                                                  |                                                  |  |  |  |  |  |  |  |  |  |  |  |  |  |  |  |  |  |  |  |  |  |  |  |  |  |  |  |  |  |  |  |  |  |  |  |  |  |  |  |  |  |  |  |  |  |  |  |  |
|                                      |                                      |                                      |                                      |                                          |                                          |                                          |                                          |                                          |                                          |                                        |                                        |                                     |                                     |                                             |                                             |                                             |                                             |                                             |                                             |                                      |                                      |                                      |                                      |                                           |                                           |                                           |                                           |                                           |                                           |                                        |                                        |                                              |                                              |                                               |                                               |                                               |                                               |                                               |                                               |                                       |                                       |                                               |                                               |                                               |                                               |                                               |                                               |                                                  |                                                  |                                                  |                                                  |                                                  |                                                  |  |  |  |  |  |  |  |  |  |  |  |  |  |  |  |  |  |  |  |  |  |  |  |  |  |  |  |  |  |  |  |  |  |  |  |  |  |  |  |  |  |  |  |  |  |  |  |  |
|                                      |                                      |                                      |                                      | Olga Nikolajevna van Rusland (1895-1918) | Olga Nikolajevna van Rusland (1895-1918) | Olga Nikolajevna van Rusland (1895-1918) | Olga Nikolajevna van Rusland (1895-1918) | Olga Nikolajevna van Rusland (1895-1918) | Olga Nikolajevna van Rusland (1895-1918) |                                        |                                        |                                     |                                     | Tatjana Nikolajevna van Rusland (1897–1918) | Tatjana Nikolajevna van Rusland (1897–1918) | Tatjana Nikolajevna van Rusland (1897–1918) | Tatjana Nikolajevna van Rusland (1897–1918) | Tatjana Nikolajevna van Rusland (1897–1918) | Tatjana Nikolajevna van Rusland (1897–1918) |                                      |                                      |                                      |                                      | Maria Nikolajevna van Rusland (1899-1918) | Maria Nikolajevna van Rusland (1899-1918) | Maria Nikolajevna van Rusland (1899-1918) | Maria Nikolajevna van Rusland (1899-1918) | Maria Nikolajevna van Rusland (1899-1918) | Maria Nikolajevna van Rusland (1899-1918) |                                        |                                        |                                              |                                              | Anastasia Nikolajevna van Rusland (1901-1918) | Anastasia Nikolajevna van Rusland (1901-1918) | Anastasia Nikolajevna van Rusland (1901-1918) | Anastasia Nikolajevna van Rusland (1901-1918) | Anastasia Nikolajevna van Rusland (1901-1918) | Anastasia Nikolajevna van Rusland (1901-1918) |                                       |                                       |                                               |                                               | Aleksej Nikolajevitsj van Rusland (1904–1918) | Aleksej Nikolajevitsj van Rusland (1904–1918) | Aleksej Nikolajevitsj van Rusland (1904–1918) | Aleksej Nikolajevitsj van Rusland (1904–1918) | Aleksej Nikolajevitsj van Rusland (1904–1918)    | Aleksej Nikolajevitsj van Rusland (1904–1918)    |                                                  |                                                  |                                                  |                                                  |  |  |  |  |  |  |  |  |  |  |  |  |  |  |  |  |  |  |  |  |  |  |  |  |  |  |  |  |  |  |  |  |  |  |  |  |  |  |  |  |  |  |  |  |  |  |  |  |